# Fire Emblem Warriors: Three Hopes
Fire Emblem Warriors: Three Hopes (ファイアーエムブレム無双 風花雪月 Fire Emblem Unrivaled: Wind, Flower, Snow, Moon en su versión japonesa) es un videojuego del género musou ARPG que desarrollado por Intelligent System para la consola Nintendo Switch. Es la decimoséptima entrega de la franquicia de Fire Emblem y a su vez, una secuela de Fire Emblem Warriors con colaboración de la franquicia Dynasty Warriors por Koel Tecmo, lanzado en el 2017. La entrega fue anunciada el 9 de febrero de 2022 a través del Nintendo Direct y su mecánica está ambientada en la atmósfera de Fire Emblem: Three Houses. Fue lanzado 24 de junio de 2022.

## Argumento
El juego tiene lugar en el continente de Fódlan y contará con una nueva historia ambientada en una línea de tiempo alternativa a la de Fire Emblem: Three Houses. A igual que Three Houses, el juego tiene al menos tres historias únicas: Resplandor Escarlata (Águilas Negras), Brillo Azur (Leones Azules) e Incendio Dorado (Ciervos Dorados), cada una siguiendo a uno de los tres líderes de la casa. Se diferencia de la historia de su juego predecesor en que Byleth, el personaje jugable de Fire Emblem: Three Houses, actúa como antagonista. Three Hopes presenta varios personajes nuevos para luchar junto al elenco de Three Houses, incluido Shez, un mercenario que Byleth encontró anteriormente, y Arval, un ser misterioso vestido de blanco que se opone a Sothis en la portada del juego.
Resplandor Escarlata
Después de unirse al Imperio. She se reúne con Edelgard y el resto de las Aguilas Negras, cuando la Emperatriz declara la guerra a la Iglesia. El Imperio logra tomar control del Monasterio, pero luego se ve obligado a pelear en dos lados, al oeste con el Reino y la Iglesia, y al Este con la Alianza. Después de duras batallas, las Aguilas Negras regresan al Imperio, donde la Iglesia intenta asesinar a Edelgard. 6 meses después, Edelgard hace un trato con Claude, y la Alianza se une al Imperio. En una batalla climática con el Reino, Shez se enfrentara a Jeralt. Si lo mata, Byleth matara a Randolph en retilacion. Si lo deja vivir, Shez y Byleth dejan su conflicto y esta se una al Imperio. Cuando están al borde de la capital del Reino, Los Agarthasn atacan al Imperio. Obligando a Edelgard a regresar a lidiar con ellos. 
Dependiendo de si Byleth es aliada o enemiga, la historia cambiara. Si Byleth es enemiga, esta convecera a Claude de traicionar al Imperio. Este le declarara la guerra tanto a Edelgard y a Dimitri. Una batalla de tres bandos inicia, donde el Imperio es victorioso. Dimitri es forzado a retirarse y Claude y Byleth son asesinados. Si Byleth es aliada. Claude no traicionará a Edelgard, y peleara junto a ella para derrotar a Dimitri. Al final, Edelgard debe regresar al Monasterio, donde Rhea y Thales estan en batalla. Ella al fin consiguera derrotar a ambos, acabando con la Iglesia y los Agarthans. Al final, Edelgard enfoca sus fuerzas en derrotar al Reino (con la ayuda de la Alianza si siguen siendo aliados) y unir a Fodlan. 
La ruta cuenta con 27 personajes jugables. El protagonista Shez,y regresando de Three Houses están:  Byleth, Edelgard, Hubert, Ferdinand, Linhardt, Caspar, Bernadetta, Dorothea, Petra, Ashe, Mercedes, Lorenz, Raphael, Ignatz, Lysithea, Marianne, Leonie, Manuela, Shamir, Jeritza, Jeralt, Yuri, Balthus, Constance, y Hapi. Además se introduce a un nuevo personaje, Monica, una vassal y admiradora de Edelgard. Es la única ruta con finales y niveles alternos, dependiendo si Byleth es aliada o enemiga. 
Brillo Azul
Despues de unirse al Reino. She se junta con Dimitri y el resto de los Leones Azules, para rescatar a Rhea y la Iglesia depuesta de ser echadas de el Monasterio. Dimitri después liderara diferentes batallas para evitar imbaciones del Imperio, y lidiar con los nobles que lo quieren derrocar. En su batalla final con Edelgard, esta es interrumpida por Thales. Thales malhiere a Dimitri, y captura a Edelgard, borrandole la memoria y volviéndola su títere. Thales derroca a Edelgard, y los Agarthans toman control del Imperio. Viendo esto, Dimitri une fuerzas con Claude, para poder derrotar a Thales, y encontrar la verdad sobre la Tragedia de Duscur, y que paso con Edelgard. En una batalla con Jeralt, Shez puede o matarlo or dejarlo vivir. Si lo mata, Byleth mata a Rodrigue en retaliacion. Si lo deja vivir, Shez y Byleth dejan su rivalidad, y esta se une al reino. En la batalla final, Dimitri logra derrotar y matar a Thales. Él decide dejar vivir a Edelgard, y busca derrotar a todos los Agarthans. Aunque su alianza con Claude es puesta en duda al final. 
La ruta cuenta con 29 personajes jugarles. El protagonista Shez, y regresando de Three Houses están: Byleth, Dimitri, Dedue, Felix, Ashe, Sylvain, Mercedes, Annette, Ingrid, Linhardt, Bernadetta, Dorothea, Petra, Lorenz, Raphael, Ignatz, Marianne, Seteth, Flayn, Catherine, Shamir, Jeritza, Jeralt,  Yuri, Balthus, Constance, y Hapi. Rodrigue, quien no era jugable en Three Houses, es jugable en esta ruta. Es la ruta con más personajes.
Inciendo Dorado
Después de unirse a la Alianza, Shez se reune con Claude y los Cierbos Dorados para poder evitar que el Imperio invada la Alianza. Después de expulsar al Imperio de la Alianza, Claude buscar invadir al Imperio, para poder hacerlos negociar. Sin embargo, Claude se ve obligado a abandonar sus planes, cuando su hermano Shahid invade la Alianza. Claude reune sus fuerzas, y logra derrotar al Shahid. Al ver que este no se rinde, Claude es forzado a matarlo. Su estrategia anterior funciona, y Edelgard decide abandonar la invasion de la Alianza. 6 meses después, Claude disbande la Alianza, y la combierte en la Federación, donde el sera el rey. Claude también decide unir fuerzas con Edelgard, y se une a su misión de derrocar a la Iglesia. Sin embargo, antes de poder pelear con el Reino, una general Imperial busca asesinar a Claude, despues de que el causara la muerte de su hermano. En esta batalla, Shez peleara con Jeralt. Si este muere, Byleth mata a Judith en retaicion. Si este sobrevive, Shez y Byleth dejan su conflicto y esta se une a la Federación. Claude luego invade al Reino, buscando forzar a Dimitri a abandonar la Iglesia. Sin embargo antes de poder controlar el Reino, los Agarthans atacan a la Federación, obligándolo a regresar. Claude luego pelea junto a Edelgard para evitar que Dimitri y Rhea ocupen el Monasterio. Claude luego deja que Edelgard se encargue de Dimitri, y este persigue a Rhea. Dimitri, viendo que esta al punto de la derrota, decide abandonar a la Iglesia. Al final, Claude derrota y mata a Rhea, acabado con la Iglesia. Luego Claude une fuerzas con Edelgard para poder derrotar a Dimitri, y acabar la guerra. 
La ruta cuenta con 22 personajes jugables. El protagonista Shez, y regresando de Three Houses están: Byleth, Claude, Hilda, Lorenz, Raphael, Ignatz, Lysithea, Marianne, Leonie, Linhardt, Bernadetta, Dorothea, Petra, Ashe, Shamir, Jeralt, Yuri, Balthus, Constance, y Hapi. Además se introduce a un nuevo personaje, Holst. El hermano mayor de Hilda, y héroe de la Alianza. Es la ruta con menos personajes. 

Si Byleth es aliada en cualquier de las tres rutas. Arval, la voz dentro de Shez, tomara control de su cuerpo e intentara matarla. La fracción de Shez intentará detenerlo, mientras que los otros dos lideres luchan al otro lado. Arval luego captura a Shez, Edelgard, Dimitri, y Claude en otra dimension. Los 3 lideres trabajan juntos, para poder derrotar a Arval y volver a su mundo. Al final, los 3 lideres toman caminos separados, pero los 3 dicen que les gustaría poder volver a hablar pacíficamente. Abriendo la puerta a un final más pacífico.

## Reparto
| Personaje       | Actor de voz original (Japón) | Actor de voz (EE. UU.)  |
| --------------- | ----------------------------- | ----------------------- |
| Shez (hombre)   | Tasuku Hatanaka               | Damien Haas             |
| Shez (mujer)    | Miyu Tomita                   | Dawn M. Bennett         |
| Arval           | Mutsumi Tamura                | Melissa Hutchison       |
| Byleth (mujer)  | Shizuka Itō                   | Jeannie Tirado          |
| Byleth (hombre) | Yūsuke Kobayashi              | Zach Aguilar            |
| Jeralt          | Akio Otsuka                   | David Lodge             |
| Sothis          | Tomoyo Kurosawa               | Cassandra Lee Morris    |
| Edelgard        | Ai Kakuma                     | Tara Platt              |
| Dimitri         | Kaito Ishikawa                | Chris Hackney           |
| Claude          | Toshiyuki Toyonaga            | Joe Zieja               |
| Rhea            | Kikuko Inoue                  | Cherami Leigh           |
| Hubert          | Katsuyuki Konishi             | Robbie Daymond          |
| Dedue           | Hidenori Takahashi            | Ben Lepley              |
| Lorenz          | Hiroshi Watanabe              | Benjamin Diskin         |
| Manuela         | Sachiko Kojima                | Veronica Taylor         |
| Dorothea        | Juri Nagatsuma                | Allegra Clark           |
| Felix           | Yūichi Hose                   | Lucien Dodge            |
| Hilda           | Yūki Kuwahara                 | Salli Saffioti          |
| Hanneman        | Kenji Hamada                  | Dan Woren               |
| Ferdinand       | Taitō Ban                     | Billy Kametz            |
| Mercedes        | Yumiri Hanamori               | Dorothy Fahn            |
| Raphael         | Takaki Otomari                | Zachary T. Rice         |
| Bernadetta      | Ayumi Tsuji                   | Erica Mendez            |
| Ashe            | Yūki Inoue                    | Shannon McKain          |
| Lysithea        | Aoi Yūki                      | Janice Kawaye           |
| Caspar          | Satoru Murakami               | Benjamin Diskin         |
| Annette         | Takako Tanaka                 | Abby Trott              |
| Ignatz          | Shōgo Yano                    | Christian La Monte      |
| Petra           | Shizuka Ishigami              | Faye Mata               |
| Sylvain         | Makoto Furukawa               | Joe Brogie              |
| Marianne        | Sawako Hata                   | Xanthe Huynh            |
| Catherine       | Chie Matsura                  | Laura Post              |
| Linhardt        | Shun Horie                    | Chris Patton            |
| Ingrid          | Manaka Iwami                  | Brittany Cox            |
| Leonie          | Sakura Nogawa                 | Ratana                  |
| Yuri            | Junya Enoki                   | Alejandro Saab          |
| Balthus         | Subaru Kimura                 | Nathan Hedrick          |
| Constance       | Sarah Emi Bridcutt            | Kirsten Day             |
| Hapi            | Sachika Misawa                | Christine Marie Cabanos |
| Alois           | Manabu Sakamachi              | Dave B. Mitchell        |
| Seteth          | Takehito Koyasu               | Mark Whitten            |
| Flayn           | Yūko Ōno                      | Deva Marie Gregory      |
| Jeritza         | Atsuhi Imaruoka               | Patrick Seitz           |
| Tomas           | Fukumatsu Shinya              | Joe Ochman              |
| Gilbert         | Kogami Hiromichi              | Doug Stone              |
| Shamir          | Yurina Wataname               | Allegra Clark           |
| Cyril           | Kengo Kawanishi               | Griffin Burns           |
| Thales          | Masaki Terasoma               | Christopher Corey Smith |
| Solon           | Shinya Fukumatsu              | Joe Ochman              |
| Kronya/Monica   | Marika Kono                   | Colleen O'Shaughnessey  |
| Anna            | Saori Seto                    | Karen Strassman         |